# Cabo de Santo Agostinho
Cabo de Santo Agostinho város Brazíliában, Pernambuco államban. Lakosainak száma 203 440 fő (2022). Cabo de Santo Agostinho Ipojuca, Escada, Jaboatão dos Guararapes, Moreno és Vitória de Santo Antão községekkel határos.

## Népesség
A település népességének változása:
| Lakosok száma | 152 977 | 185 025 | 208 944 | 210 796 | 203 440 |
|               | 2000    | 2010    | 2020    | 2021    | 2022    |